# Cruel Summer (singel Ace of Base)
Cruel Summer – cover piosenki Bananaramy nagrany przez zespół Ace of Base w 1998 roku. Wyprodukowany przez Cutfather & Joe jako singiel przewodni trzeciego amerykańskiego albumu grupy, zatytułowanego również Cruel Summer. Piosenka znalazła się również na albumie Flowers. Cruel Summer osiągnęła miejsce 10. na liście Billboardu 100 i otrzymała status złotej. Otrzymała także ósme miejsce w Wielkiej Brytanii pokonując oryginalną wersję Bananaramy.
Inna, bardziej taneczna wersja piosenki została wypuszczona w Europie, a we Francji była powtórnie nagrana w duecie z zespołem Alliage.